# Mickaël Maschio
Mickaël Maschio   (Dinha, 19 de maig de 1973) és un ex-pilot de motocròs occità, Campió del Món en 125cc amb Kawasaki el 2002.

## Palmarès al Campionat del Món
| Any  | Motocicleta | 250cc | 125cc |
| ---- | ----------- | ----- | ----- |
| 1995 | Honda       | -     | 5è    |
| 1996 | Honda       | -     | 12è   |
| 1997 | Honda       | -     | 5è    |
| 1998 | Yamaha      | 8è    | -     |
| 1999 | Yamaha      | 6è    | -     |
| 2000 | Kawasaki    | 9è    | -     |
| 2001 | Kawasaki    | 15è   | -     |
| 2002 | Kawasaki    | -     | 1r    |
|      |             | Mx GP | 125cc |
| 2003 | Kawasaki    | -     | 4t    |
|      |             | MX1   | MX2   |
| 2004 | Kawasaki    | -     | 6è    |
| 2005 | Yamaha      | -     | 12è   |